# Trabaccolo

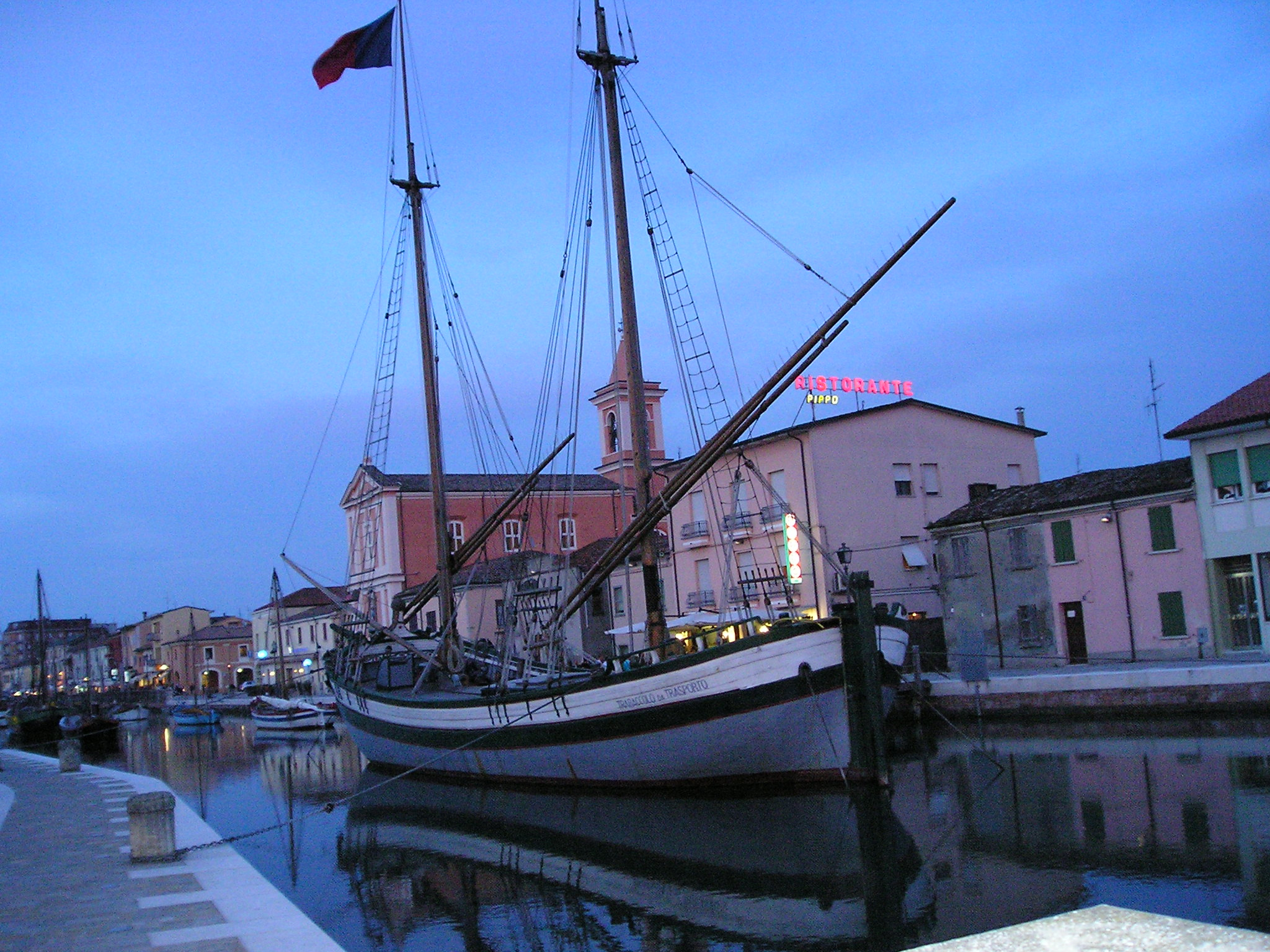
Un trabaccoló en Cesenatico, Italia

El trabaccoló, trabaccalo, trabacalo (en italiano) o trabakul (en croata), es un tipo de embarcación costera típica del mar Adriático.  El nombre proviene la palabra trabacca (tienda), forma a la que recuerdan las velas del barco.  El trabaccoló era típico entre los barcos venecianos desde la primera mitad del siglo XV y se expandió por el Adriático con el apogeo de la serenísima república. Construidos en roble y alerce, los trabaccolós era lentos pero fiables con capacidades entre las 50 y 200 toneladas. Tenían popa y proa redonda, dando una forma compacta y eficaz para el transporte. Otras características eran un gran timón que se extendía bajo la profundidad de la quilla, dos mástiles con velas al tercio y aparejo, un bauprés, y un popa normalmente pintada de vivos colores. El barco típico solía medir aproximadamente 20 metros de largo con un ancho normalmente de un tercio de la longitud.  Típicamente un trabaccoló tenía una tripulación de 10 a 20 marineros.
Hoy, el Museo Marino de Cesenatico (Museo della Marineria di Cesenatico) tiene uno restaurado, el Barchet, que participa en acontecimientos náuticos durante el verano.

## Durante elsigloXVIII-XIX
A finales del siglo XVIII y principios del XIX, era común que los trabaccolós llevaran algún armamento en forma de dos o tres cañones. Los barcos no eran presa solo de piratas y corsarios, sino también de las armadas formales que en guerra podían apresar buques mercantes de bandera enemiga.
Durante las guerras revolucionarias francesas y las subsiguientes guerras napoleónicas, fueron usados en abundancia por las marinas italianas y francesa. Su adversario, la armada británica capturó numerosos trabaccolós reconvertidos en corsarios o simplemente usados para el transporte. El cúter de 14 cañones HMS Pigmy se destacó en la captura de estas embarcaciones. El 17 de enero de 1800, capturó el trabaccolo imperial Providencia Divina, que llevaba un cargamento de sogas de Cesenatico a Francia. El 18 de febrero de 1801, cerca de la isla de Lafrina, el Pigmy capturó el Adelaide, un antiguo trabaccoló pesquero reconvertido en corsario francés tras ser armado con dos cañones de 12 libras y uno de 6 y llevando una tripulación de 51 hombres. Había partido siete días antes de Ancona y tomado algunas presas. El 15 de marzo, el Pigmy encontró otro trabaccoló cerca de la isla de Lonzo. Persiguió al barco a la isle de Molata donde echó el ancla e izó los colores franceses. Cuándo el Pigmy abrió fuego, el barco francés respondió. Resultó ser el corsario Achille, armado con cuatro cañones de 9 libras y seis de 2 libras y una tripulación de 44 hombres. Estaba bajo el mando de Francisco Bruni, solo llevaba fuera de Ancona un día y no había hecho ninguna captura.
El 25 de octubre de 1807, navío de sexta categoría y 20 cañones, HMS Herald encontró en Otranto un trabaccoló anclado bajo la fortaleza de la ciudad. Bajo fuego enemigo proveniente tanto del barco como de la orilla, un bote con una fuerza del Herald rodeó al trabaccoló, que resultó ser el corsario francés Caesar, armado con cuatro cañones de seis libras. El Caesar navegaba de Ancona a Corfú con un cargamento de arroz y harina. Los británicos sufrieron cuatro hombres heridos.
El 21 de diciembre de 1812, la fragata de 38 cañones HMS Apolo, al mando del capitán Bridges Watkinson Taylor, acompañado por la corbeta HMS Weazel, persiguió a un trabaccoló bajo la protección de la torre de San Cataldo en la costa entre Brindisi y Otranto.  Las barcas de los dos barcos capturaron la torre y la volaron. El trabaccoló capturado tenía tres cañones y tres pedreros, pero ninguna mercancía, y la partida lo voló también.
El 2 de febrero de 1813, después de una persecución de dos horas, las barcas de la balandra de 18 cañones HMS Kingfisher capturó un trabaccoló y dañó nueve en puerto en Santa Caratrina, Corfú. La partida recibió fuego de mosquete desde las alturas y fuego de cañón de una batería matados a dos marineros británicos e hiriendo severamente a otros siete.
El 22 de marzo de 1813, barcas del HMS Havannah capturaron un gran trabaccoló armado con tres cañones de nueve libras y quemaron otro similar cargado con aceite en las costas de la ciudad de Vasto. El 26 del mismo mes, varios botes del Havannah capturó cinco trabaccolos armados y cinco feluccas cargadas con sal cerca la ciudad de Fortore. Solo dos hombres de la tripulación británica fueron heridos.